# South Hutchinson
South Hutchinson és una població dels Estats Units a l'estat de Kansas. Segons el cens del 2000 tenia 2.539 habitants.

## Demografia
Segons el cens del 2000, South Hutchinson tenia 2.539 habitants, 1.143 habitatges, i 675 famílies. La densitat de població era de 352,6 habitants/km².
Dels 1.143 habitatges en un 24,8% hi vivien nens de menys de 18 anys, en un 45,8% hi vivien parelles casades, en un 10,7% dones solteres, i en un 40,9% no eren unitats familiars. En el 37,5% dels habitatges hi vivien persones soles el 19,6% de les quals corresponia a persones de 65 anys o més que vivien soles. El nombre mitjà de persones vivint en cada habitatge era de 2,12 i el nombre mitjà de persones que vivien en cada família era de 2,77.
Per edats la població es repartia de la següent manera: un 21,7% tenia menys de 18 anys, un 7,9% entre 18 i 24, un 24% entre 25 i 44, un 20,8% de 45 a 60 i un 25,6% 65 anys o més.
L'edat mediana era de 43 anys. Per cada 100 dones de 18 o més anys hi havia 77,7 homes.
La renda mediana per habitatge era de 29.044 $ i la renda mediana per família de 37.500 $. Els homes tenien una renda mediana de 30.820 $ mentre que les dones 19.779 $. La renda per capita de la població era de 17.445 $. Entorn del 9,6% de les famílies i el 13,6% de la població estaven per davall del llindar de pobresa.

## Poblacions més properes
El següent diagrama mostra les poblacions més properes.